# Thalurania
Thalurania (bosnimfen) is een geslacht van vogels uit de familie kolibries (Trochilidae) en de geslachtengroep Trochilini (briljantkolibries). Er zijn vier soorten: 
- Thalurania colombica – Kroonbosnimf
- Thalurania furcata – Vorkstaartbosnimf
- Thalurania glaucopis – Violetkapbosnimf
- Thalurania watertonii – Langstaartbosnimf